# さつき台 (北九州市)
さつき台（さつきだい）は福岡県北九州市八幡西区の町。住居表示実施済み。郵便番号は807-0868。

## 地理
八幡西区の北部西端に位置し、西から北に大膳、北東に則松、東から南に松寿山と接し、南西に水巻町と接する。

### 湖沼
- 大膳堀池

## 地域の特徴
丘陵地帯を切り拓いた緩斜面の住宅地となっている。町内に鉄道駅は無く、最寄り駅はJR九州折尾駅となる。

## 歴史
1996年3月より旭化成工業によって開発（2.5ha、539区画）され、「折尾さつき台」として分譲された地域。

### 沿革
- 1999年（平成11年）6月1日 - さつき台一丁目新設[4]。
- 2001年（平成13年）6月1日 - さつき台二丁目新設[5]。

### 町名の変遷
| 実施内容          | 実施年月日               | 実施後         | 実施前                                 |
| ----------------- | ------------------------ | -------------- | -------------------------------------- |
| 町名新設 住居表示 | 1999年（平成11年）6月1日 | さつき台一丁目 | 大字折尾，大字則松，大膳一丁目の各一部 |
| 町名新設 住居表示 | 2001年（平成13年）6月1日 | さつき台二丁目 | 大字折尾の全部、大字則松の一部         |

## 世帯数と人口
2025年（令和7年）3月31日現在（北九州市発表）の世帯数と人口は以下の通りである。
| 町             | 世帯数  | 人口    |
| -------------- | ------- | ------- |
| さつき台一丁目 | 361世帯 | 871人   |
| さつき台二丁目 | 221世帯 | 656人   |
| 計             | 582世帯 | 1,527人 |

### 人口の変遷
国勢調査による人口の推移。
| 1995年（平成7年）  | - 人    | [ 6 ]  |  |
| 2000年（平成12年） | 684人   | [ 7 ]  |  |
| 2005年（平成17年） | 1,496人 | [ 8 ]  |  |
| 2010年（平成22年） | 1,882人 | [ 9 ]  |  |
| 2015年（平成27年） | 1,773人 | [ 10 ] |  |
| 2020年（令和2年）  | 1,608人 | [ 11 ] |  |

### 世帯数の変遷
国勢調査による世帯数の推移。
| 1995年（平成7年）  | - 世帯  | [ 6 ]  |  |
| 2000年（平成12年） | 191世帯 | [ 7 ]  |  |
| 2005年（平成17年） | 419世帯 | [ 8 ]  |  |
| 2010年（平成22年） | 527世帯 | [ 9 ]  |  |
| 2015年（平成27年） | 532世帯 | [ 10 ] |  |
| 2020年（令和2年）  | 531世帯 | [ 11 ] |  |

## 学区
市立小・中学校に通う場合、学区は以下の通りとなる。
| 町             | 街区 | 小学校                 | 中学校               |
| -------------- | ---- | ---------------------- | -------------------- |
| さつき台一丁目 | 全域 | 北九州市立折尾西小学校 | 北九州市立則松中学校 |
| さつき台二丁目 | 全域 | 北九州市立折尾西小学校 | 北九州市立則松中学校 |

## 交通

### バス
域内のバス停と系統は以下のとおりである。
| 運行事業者 | 運行事業者     | 西鉄バス北九州 | 西鉄バス北九州 |
| 系統       | 系統           | 74             | 74-1           |
| 停留所     | 松寿山団地第一 | ○              | ○              |
| 停留所     | 松寿山団地入口 | ○              | ○              |

## 施設

### 公園
- 折尾南1号公園
- 折尾南3号公園
- さつき台中央公園